# Tmesisternus asaroanus
Tmesisternus asaroanus là một loài bọ cánh cứng trong họ Cerambycidae.